# Iaboakoho
Iaboakoho è una città e comune del Madagascar situata nel distretto di Tolagnaro, regione di Anosy. 
La popolazione del comune rilevata nel censimento 2001 era pari a 3 215 unità.